# Georg Burger (Fußballspieler)
Georg Burger (* 27. April 1914; † 9. April 1995) war ein deutscher Fußballspieler. Der Offensivspieler hat mit dem TSV 1860 München im Jahr 1941 in der Endrunde um die deutsche Fußballmeisterschaft in sechs Gruppenspielen fünf Tore erzielt.

## Laufbahn

### 1860 München, 1933 bis 1946
Der aus der Löwen-Jugend gekommene „Schorsch“ Burger fügte sich ab der Saison 1935/36 immer besser in der Ligamannschaft der Blau-Weißen in der Gauliga Bayern ein. Mit den Neuzugängen Willy Gässler und Franz Schmeiser erreichte München 1860 in der Runde 1937/38 die Vizemeisterschaft und wiederholte diesen Erfolg auch in der Saison 1938/39 als mit Georg Pledl, Karl und Ludwig Janda weitere Neuzugänge den Löwen-Kader verstärkten. Drei Spieltage vor Ende führte 1860 punktgleich mit Aufsteiger Neumeyer Nürnberg die Tabelle an und hatte große Hoffnungen, endlich die ersehnte Gaumeisterschaft nach Hause zu fahren. Nach zwei entscheidenden Niederlagen am 26. Februar 1939 zu Hause gegen die Fürther und am 26. März in Nürnberg gegen Neumeyer (jeweils 1:2) mussten jedoch die Meisterschaftshoffnungen begraben werden. Am Ende stand Schweinfurt 05 vor den Löwen auf dem ersten Tabellenplatz. Immerhin konnte die Mannschaft im Tschammerpokal-Wettbewerb 1938 nach Siegen über Eintracht Frankfurt (2:1), den Freiburger FC (3:1), den Dresdner SC (3:0) und Blau-Weiß Berlin (2:1; Burger erzielte in der 62. Minute den Siegtreffer) bis unter die letzten Acht vordringen, schied aber im Viertelfinale mit Halbstürmer Burger in München mit 1:2 nach Verlängerung gegen den FSV Frankfurt aus.
Viele Aktive hatten sofort nach Kriegsausbruch ihren Einberufungsbescheid erhalten, darunter die Ligaspieler Burger, Rockinger, Schmidhuber, Schiller, Maierthaler, Ertl, Kopp, Georg Pledl und die Gebrüder Janda. Doch standen auch die gegnerischen Mannschaften wegen der Abwesenheit ihrer Spieler beim Militärdienst immer wieder vor Aufstellungsproblemen.
Am 18. Dezember 1938 vertrat Burger im Wettbewerb um den Reichsbundpokal die Farben von Bayern. In Kassel wurde Gastgeber Hessen mit 2:1 n. V. bezwungen. In der siegreichen bayerischen Auswahl war der Angriff mit Ernst Lehner, Burger, Ludwig Janda, Hans Fiederer und Paul Gorski besetzt gewesen.
Mit dem neuen Mittelstürmer Heinz Krückeberg setzten sich die „Löwen“ mit Spielertrainer Franz Schmeiser 1940/41 mit 83:30 Toren und 35:9 Punkten vor dem 1. FC Nürnberg in der Bereichsklasse Bayern durch und eroberten die Meisterschaft. Die Löwen erwischten einen Traumstart und übernahmen frühzeitig die Tabellenführung. Vor allem die Sturmreihe mit Walter Staudinger, Burger, Krückeberg, L. Janda und entweder Schmitt oder Johann-Ludwig Stepberger (beziehungsweise Ernst Willimowski, der aber erst im Saisonverlauf aus Chemnitz kam) waren kaum zu bremsen. In der Meisterschaftsrunde gab es aber gegen den Lokalrivalen FC Bayern am 15. Dezember 1940 beziehungsweise 2. März 1941 mit 1:4 und 0:1 Toren zwei Niederlagen. Dies trotz der insgesamt schwachen Runde der „Roten“, die nur den achten Rang am Rundenende belegten. In der Endrunde im April/Mai 1941 um die deutsche Meisterschaft hatten es die Münchner mit den Konkurrenten von SK Rapid Wien, Stuttgarter Kickers und dem VfL Neckarau zu tun. Beim 6:2-Heimerfolg am 20. April gegen Neckarau lieferte „Schorsch“ Burger sein größtes Spiel für die Löwen ab, als ihm kurz vor der Halbzeit das Anschlusstor nach einem zwei Tore Rückstand gelang und er in der zweiten Halbzeit einen lupenreinen Hattrick nachlegen konnte. Mit einem 2:0-Heimerfolg am 18. Mai entschied SK Rapid Wien zu seinen Gunsten das Rennen um den 1. Gruppenplatz.
Die Titelverteidigung gelang 1941/42 aber nicht. 1860 München belegte hinter dem  FC Schweinfurt 05 – mit Albin Kitzinger und Andreas Kupfer – und der SpVgg Fürth den dritten Rang in Bayern. Unter dem vormaligen „Löwen“-Spieler Max Schäfer als Trainer erzielten die Weiß-Blauen zwar mit 81 Toren die meisten Treffer in der Meisterschaft, Schweinfurt feierte aber vor Fürth die Meisterschaft.  In den zwei Derbys gegen den FC Bayern stand Burger zur Verfügung. Beim 3:1-Heimerfolg am 2. November 1941 wurde er auf der Mittelläuferposition als herausragender Akteur der Löwen aufgeführt und beim 1:1-Remis am 3. April 1942 zeichnete er sich als Torschütze der Blau-Weißen aus.
Die letzte Erwähnung bei Schweer notiert den 22. April 1945 bei einem Freundschaftsspiel zwischen 1860 und dem FC Bayern. Es war das letzte Spiel, das beide Mannschaften zu Kriegszeiten bestritten und welches die „Roten“ mit 3:2 gewannen. Burger wird als Torschütze für die Löwen aufgeführt.
Durch den Militärdienst und Kriegseinsatz war die Spielerkarriere von „Schorsch“ Burger immer wieder unterbrochen, so auch beim Gewinn des Tschammer-Pokals 1942, als er zu keinem Einsatz zur Verfügung stand.